# The Rat Pack (TV-serie)
The Rat Pack är en amerikansk dokumentärserie från år 1999 som regisserades av Carole Langer.

## Handling
Dokumentären gör en djupdykning i musikhistorien och berättar om vilka de legendariska Rat Pack egentligen var. Väl gömda hemligheter avslöjas, medlemmarna intervjuas och andra samtida kändisar berättar om hur de uppfattade The Rat Pack.
Man får även höra en hel del musik. Berättarrösten görs av Danny Aiello.

## Medverkande i urval
- Frank Sinatra
- Dean Martin
- Sammy Davis, Jr.
- Joey Bishop
- Peter Lawford
- Lauren Bacall
- Count Basie
- Milton Berle
- Humphrey Bogart
- Clark Gable
- Jackie Gleason
- Katharine Hepburn
- John F. Kennedy
- Janet Leigh
- Marilyn Monroe
- Jerry Lewis
- Nancy Sinatra
- Lana Turner